# Nicolae Olaru
Nicolae Olaru (n. 16 decembrie 1958, Sîrcova, raionul Rezina) este un politician și antreprenor din Republica Moldova, membru PLDM, deputat în Parlamentul Republicii Moldova începând cu anul 2010. Pe 2 iulie 2014, alături de fracțiunea PLDM, acesta
a votat pentru ratificarea Acordului de Asociere dintre Uniunea Europeană și Republica Moldova.